# Finaeus Cove
Die Finaeus Cove (englisch; bulgarisch залив Финей saliw Finej) ist eine 3,8 km breite und 2,8 km lange Bucht im Nordosten der Magnier-Halbinsel an der Graham-Küste des Grahamlands auf der Antarktischen Halbinsel. Sie ist eine Nebenbucht der Leroux-Bucht und liegt südöstlich des Vartop Point sowie nordwestlich des Krasava Point. In ihr Kopfende mündet der Muldawa-Gletscher.
Britische Wissenschaftler kartierten sie 1971. Die bulgarische Kommission für Antarktische Geographische Namen benannte sie 2013 nach dem französischen Kartographen Orontius Finaeus (eigentlich Oronce Fine, 1494–1555), dessen im Jahr 1531 veröffentlichte Weltkarte einen Südkontinent unter dem Namen „Terra Australis“ enthält.